# Nansun Shi

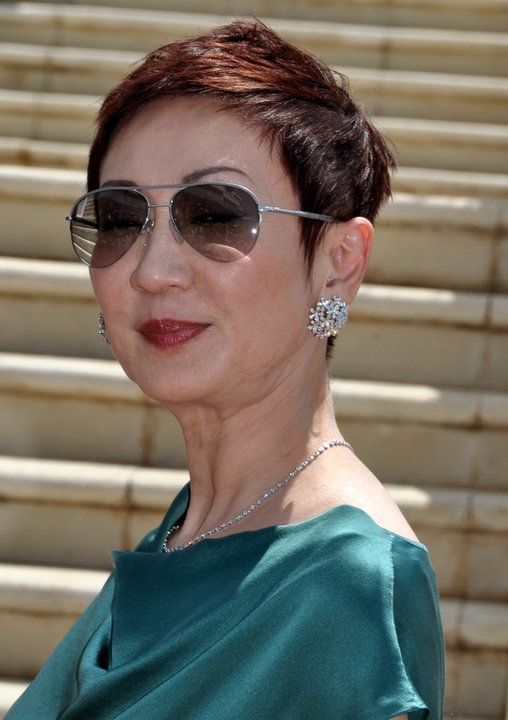
Nansun Shi 2011 in Cannes

Nansun Shi (chinesisch 施南生, Pinyin Shī Nánshēng, Jyutping Si1 Naam4sang1, kantonesisch Shi Nan-Sun; * 8. August 1951 in Hongkong) ist eine Hongkonger Filmproduzentin, Moderatorin und eine ehemalige Senior Advisor der Media Asia Group. Sie ist seit Jahrzehnten in der Hongkonger Filmindustrie tätig und hat maßgeblich zur Entwicklung des Hongkong-Films seit den späten 1970er-Jahren beigetragen.
Shi war von 1996 bis 2014 mit Filmregisseur Tsui Hark verheiratet.

## Leben und Karriere
Shi wurde in Hongkong geboren und ging in Kowloon auf der Maryknoll Convent School zur Grund- und Mittelschule. Mitte der 1970er-Jahre an der Polytechnic of North London in Statistics and Computing dissertiert. Sie begann 1978, für Fernsehstudios zu arbeiten, wobei sie in den Bereichen Werbung und Programmgestaltung tätig war. 1981 begann ihre Karriere als Produzentin, als Karl Maka, Raymond Wong und Dean Shek die Cinema City Studios gründeten. Außerdem war sie an der Gründung von Tsui Harks Filmproduktionsgesellschaft Film Workshop Co. 1984 beteiligt, die etwa City Wolf, Once Upon a Time in China oder Detective Dee und das Geheimnis der Phantomflammen produzierte.
Im April 2011 wurde Shi als Jurorin im Hauptwettbewerb der Internationalen Filmfestspiele von Cannes 2011 angekündigt. Im August 2014 wurde sie beim Locarno Festival als Beste unabhängige Filmproduzentin ausgezeichnet. 2017 wurde Shi bei der 67. Berlinale in Berlin mit der Berlinale Kamera geehrt.